# ピルトダウン人

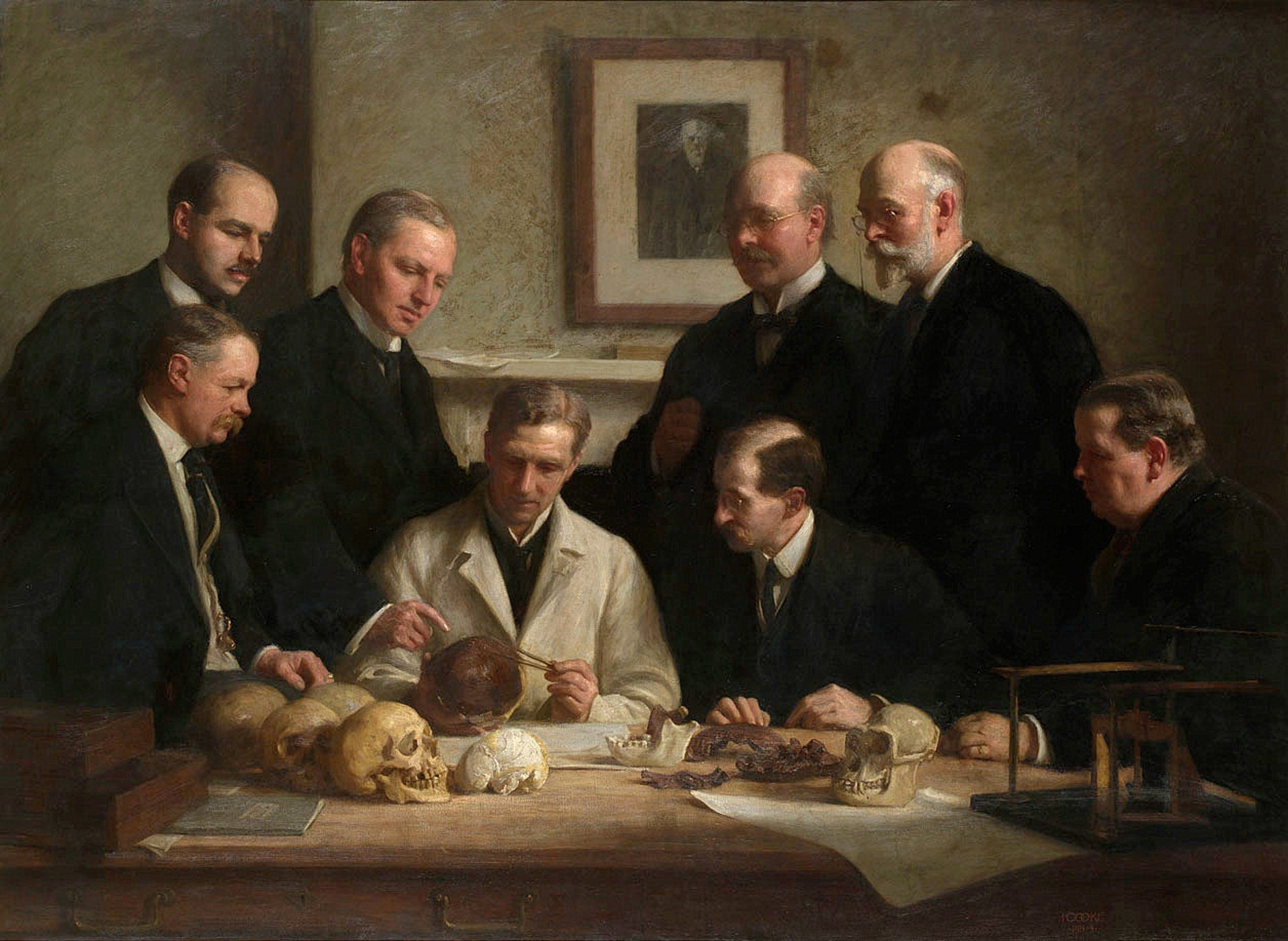
チャールズ・ドーソンらとピルトダウン人の頭蓋骨。後列の左から2人目がエリオット・スミス卿、3人目が発見者であるチャールズ・ドーソン、4人目がウッドワード卿。前列中央の白衣の人物はアーサー・キース卿。

ピルトダウン人（ピルトダウンじん、英語名：Piltdown Man）は、考古学者のチャールズ・ドーソンによって捏造された化石人類。
当時の学名は Eoanthropus dawsoni （エオアントロプス・ダウソニ）。日本語では第一発見者の名から「ドーソン原人」、属名 Eoanthropus  の漢訳で「曙人」などとも呼ばれた。20世紀初頭のイギリスはイースト・サセックス州アックフィールド（Uckfield）近郊のピルトダウンにて発見されたとされ、20世紀の前半期の古人類学研究に多大な悪影響を与え、迷走させた。

## 経緯

### 発見と研究
1856年にドイツでネアンデルタール人類の化石人骨が発見されて以降、1891年にはインドネシアのジャワ原人、1908年にはネアンデルタール人類に属するラ=シャペル=オ=サン人（La Chapelle-aux-Saints／発見地：同名）がフランスのリムーザン地方から発見されるなど、20世紀初頭から人類進化の過程が少しずつ解明されはじめたが、まだ充分に資料や知識が蓄積されていたわけではなかった。
そのような時代の1909年から11年にかけて、弁護士でありアマチュア考古学者でもあったイギリス人、チャールズ・ドーソンによってピルトダウンから発見された頭頂骨と側頭骨が、大英博物館（ロンドン自然史博物館）のアーサー・スミス・ウッドワード卿の研究室にもたらされた。ウッドワード卿は1911年に自ら現地に赴いてドーソンと共同で発掘を行なっているが、この時にも後頭骨や下顎骨の一部、石器のほか年代推定の根拠となる動物化石を発見し、その後も犬歯などの断片的な化石が発見され、それらを研究したウッドワード卿は発見された化石人骨に Eoanthropus dawsoniの学名を与えて発表した。「ドーソン（氏に由来）の、夜明けの人」との語義を持った名称である。

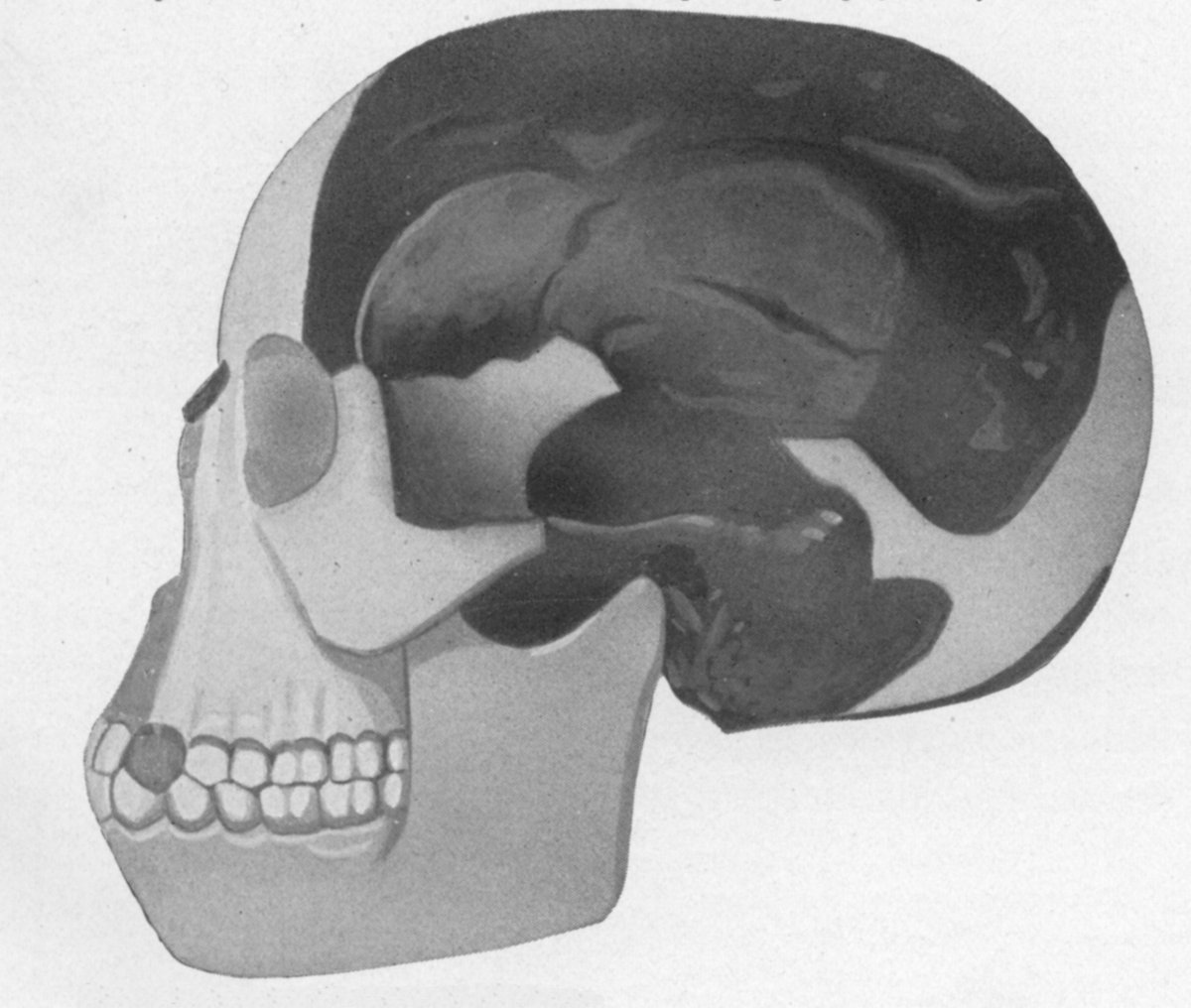
ウッドワード卿が復元したピルトダウン人頭骨。大きく膨らんだ脳頭骨と、突出した原始的な顎に注意。

その骨、その脳頭骨は現生人類を思わせるほど丸く膨らんで大きく、対照的に下顎骨は非常に原始的で類人猿のようであったが、臼歯の咬合面の磨耗は人類特有の咀嚼によって生じたものであった。発達した脳と原始的な顎の特徴、伴出した動物化石等から、ウッドワード卿はピルトダウン人を更新世初期に由来する現生人類の最古の祖先と見なした。
これらの研究に当初から疑惑が無かったわけではない。ドーソンが自宅で骨を造っているのを見たという話が流れ、専門家の中でもボヘミア（現在のチェコ西部）生まれの米国の人類学者アレシュ・フルドリチカ（Aleš Hrdlička）は下顎骨は類人猿のものであろうと唱えてピルトダウン人の化石を否定した。しかし実際は肯定する学者の方が多く、イギリス人類学界の大御所であったアーサー・キース卿（Arthur Keith）やグラフトン・エリオット・スミス卿（Grafton Elliot Smith）などの著名な学者の支持を得たこともあり、ピルトダウン人は現生人類の直系の祖先と認められた。
その後、世界各地で古人類化石が発掘された。1920年代には中華民国（現・中華人民共和国）で北京原人が、南アフリカではアウストラロピテクス・アフリカヌスが発見され、その他にも様々な進化段階の化石が出土して、人類の進化の内容が次第に明らかにされてゆく。第二次世界大戦前では研究はまだ充分とは言えなかったが、人類はまず直立二足歩行が先に始まり、脳の進化はかなり遅れたらしいことが分かってきた。ピルトダウン人はそうした進化の流れから外れていて、ウッドワード卿が説いた更新世初期というような古いものではなく、更新世中期かそれ以降のものではないかとも考えられた。また、ピルトダウン人の化石が発見されたはずの地層からは、ドーソンの没した1916年以降一切の化石の出土が見られなかった。
それでも、戦前には化石は厳重に保管されて理化学的検査も認められなかったため、捏造を立証し得る確たる材料も無く、1940年代の終わりまでに250編もの論文が発表された。ピルトダウン人化石の年代が明らかになったのは1949年のことである。

### 捏造の発覚
1949年、ケネス・オークリーがフッ素法でピルトダウン人頭骨の年代測定を行い、骨が5万年前のものであることを明らかにした。これによりピルトダウン人が類人猿と現生人類のミッシングリンクであることが否定された。
加えて1953年にはオークリー率いるオックスフォード大学の研究者らによるいっそう精密な年代測定と調査・分析が行われ、その結果、下顎骨はオランウータンのものであり、臼歯の咬面は人類のそれに似せて整形されていたこと、古く見えるよう薬品と思われるものにより石器などとともに着色されていたこと、伴出した獣骨は他の地域の産であることなどが突き止められた。
類人猿の下顎骨は人骨とは決して接合できないものであるが、捏造犯は接合部分を巧妙に除去して矛盾を隠し、着色を施して偽装したとのことである。
こうして40年近くにわたって古人類学界を混乱させたピルトダウン人は捏造された化石であると断定され、事件は一応の決着を見た。ただし、最初にドーソンからもたらされた頭頂骨と側頭骨は、後期更新世に由来する化石の現生人類（クロマニョン人の類）と考えられている。

## 犯人は誰か

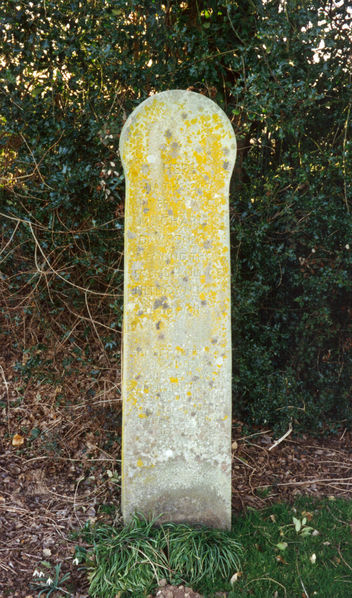
ピルトダウン人化石の「発見」の地に残る記念碑。

犯人については様々な説がある。第一発見者のチャールズ・ドーソンが疑われたのは当然で、すでに当初から疑惑がささやかれていたのは上述の通りである。2016年にロンドン自然史博物館などがまとめた研究成果では、骨の標本の分析などを行うことで、第一発見者のチャールズ・ドーソンを犯人とほぼ断定している。しかし一方では、彼は単に利用されただけで真相は知らなかったとする意見もある。
古人類学が黎明期にあったとはいえ、長らく専門学者たちをだまし続けるほどの偽物を造るには高度の知識と技術が必要であるとして、当時の研究者であるウッドワード・キースやエリオット・スミスなどの犯行とする説もある。
1983年には『シャーロック・ホームズ』シリーズの作者として有名な作家アーサー・コナン・ドイルが犯人であるとの説が出されている。彼がピルトダウン近郊の住人であったこと、医師を本業としていて骨を捏造し得る知識があったこと、ホームズ物の他に『失われた世界』のようなSF小説も書いており、古生物や古代世界に関心があったことなどが論拠とされている。ただし当時は既に著名人であり発掘現場を徘徊して誰何された場合は即刻露見する身分であった。
イギリスの科学雑誌『ネイチャー』は、発見された遺品を根拠として、ロンドン自然史博物館に学芸員として勤めていた、げっ歯類を主とする動物学者マーティン・ヒントン（Martin A.C. Hinton）なる人物が真犯人であったとする説を1996年5月23日号に掲載した。同博物館の屋根裏からヒントンの旅行鞄が発見されその中からピルトダウン人の加工と同じような処理が施されたゾウ、カバの化石が発見された。またヒントンは化石の変色についての論文を発表しており、これもまたピルトダウン人の人骨の染色と似たような方法が施されていた。ヒントン犯行説は、ウッドワードに対する怨恨（薄給、仕事を回さない）が犯行動機であったと説明する。ただし、ヒントンは発掘現場へ足を運んだ形跡が無い、との説もある。
様々な容疑者が取り沙汰されるも、ピルトダウン化石の捏造が明らかになった前後に関係者らはことごとく他界しており、真相の究明は非常に困難である。

## 類似した事例・人物
- ヨハン・ベリンガー - 18世紀に起こった化石贋作事件の被害者。
- 明石人
- 旧石器捏造事件 - 藤村新一
- アルカエオラプトル（アーケオラプトル、Archaeoraptor） ：中国で発見され、最古の鳥類に極めて近縁の飛翔能力を具えた恐竜として『ナショナル ジオグラフィック』に発表されたものであるが、実際には1997年に遼寧省の農民が鳥の上半身と恐竜の下半身を合成したものであった。ただしこの農民が捏造の材料に使った骨は、新種の鳥ヤノルニスと恐竜ミクロラプトルのものであったという事実も後日判明している。そのような経緯から、この種は「ピルトダウン鳥」と呼ばれる[9]。